# سكوت لانغلي
سكوت لانغلي (بالإنجليزية: Scott Langley)‏ هو لاعب غولف أمريكي، ولد في 28 أبريل 1989 في بارينغتون في الولايات المتحدة.

## وصلات خارجية
- سكوت لانغلي على موقع رابطة لاعبي الغولف المحترفين (الإنجليزية)
- سكوت لانغلي على موقع التصنيف العالمي الرسمي للغولف (الإنجليزية)